# Hatos Gábor
Hatos Gábor  (Eger, 1983. október 3. –) olimpiai, világ- és Európa-bajnoki bronzérmes magyar birkózó. A Haladás VSE versenyzője.

## Sportpályafutása
1998-ban a serdülő szabadfogású birkózó világbajnokságon kiesett. A 2001-es Eb-n kiesett a versenyből. 2003-ban a junior világbajnokságon bronzérmes lett. A 2004-es Eb-n kiesett. Az olimpián 66 kg-ban indult és 15. lett.
A következő évben már 74-kg-ban lett helyezetlen az Eb-n. A világbajnokságon 66 kg-ban indulva sem volt sikeresebb. A 2006-os Eb-n 74 kg-ban harmadik helyen végzett. A világbajnokságon kiesett. 2007-ben az Eb-n helyezetlen volt. A világbajnokságon hetedik volt, ami olimpiai indulásra jogosította. A 2008-as Eb-n kiesett. Az olimpia alatt, Pekingben fülkagylógyulladása miatt kórházba került, és nem indulhatott a versenyen. Helyette Veréb István szerepelt.
A Vilniusban rendezett 2009-es Európa-bajnokságon hetedik volt. A birkózó vb-n kiesett. A következő évben kilencedik lett az Európa-bajnokságon. A moszkvai világbajnokságon bronzérmes lett. 2011-ben az Európa-bajnokságon lett harmadik. Az ob-n könyöksérülés miatt nem indult. A világbajnokságon kiesett. A 2012-es Európa-bajnokságon újabb bronzérmet nyert. A kínai selejtezőn olimpiai kvótát szerzett.
A 2012-es londoni olimpián eredetileg az ötödik helyen végzett, de 2012 novemberében az üzbég Soslan Tigiyevet doppingvétség miatt kizárták, így végül bronzérmes lett.
2013 márciusában Európa-bajnoki ezüstérmet nyert. A budapesti világbajnokságon a negyeddöntőben kiesett.
A 2018-as birkózó-világbajnokság selejtezőjében a moldovai Nicolai Ceban-nal mérte össze erejét. A moldovai végül 6–0 eredménnyel zárta az összecsapást.

## Díjai, elismerései
- Az év magyar birkózója (2010)
- Magyar Ezüst Érdemkereszt (2012)